# 西尔维娅·施佩贝尔
西尔维娅·施佩贝尔（德語：Silvia Sperber，1965年2月9日—），德国女子射击运动员。她曾代表西德、德国参加1984年、1988年和1992年夏季奥林匹克运动会射击比赛，获得一枚金牌和一枚银牌。